# Résistance initiale d'une colle ou d'un adhésif
 (mars 2023).
Si vous disposez d'ouvrages ou d'articles de référence ou si vous connaissez des sites web de qualité traitant du thème abordé ici, merci de compléter l'article en donnant les références utiles à sa vérifiabilité et en les liant à la section « Notes et références ».

Écartement de deux plaques rigides séparées par un mince film de matériau incompressible. La déformation de cisaillement représentée ici induit une forte dépression dans le matériau. Cette dépression déclenche la cavitation dans un adhésif (voir ci-dessous) ou la fracture dans une colle.

Un adhésif ou une colle résistent fortement à la traction exercée avant que ne se produise le décollement. 
Cette résistance initiale résulte directement de la faible épaisseur du joint (typiquement 0,1 mm). En effet, pour une taille fixée {\displaystyle R} de la zone collée, la force qu'il faut fournir pour écarter d'une distance {\displaystyle \delta } les deux surfaces dépend fortement de l'épaisseur {\displaystyle h} :
{\displaystyle F={\frac {3\pi }{2}}{\frac {\mu \,\delta \,R^{4}}{h^{3}}}}
où {\displaystyle \mu } est le module de cisaillement du matériau
(cette expression peut se calculer exactement comme pour un liquide visqueux).

Lors du décollement d'un ruban adhésif (ici vu de dessus à la loupe binoculaire), des bulles apparaissent les unes après les autres au-devant du front de pelage. Elles sont dues à la forte dépression qui survient au sein du matériau adhésif de faible épaisseur.

Du fait de cette force importante, apparaissent des phénomènes de cavitation (par exemple lors du pelage d'un adhésif, comme ci-contre en vue de dessus) ou de fracture interfaciale, phénomènes qui initient le décollement et donnent lieu à une rupture adhésive ou cohésive.